# Modern Talking

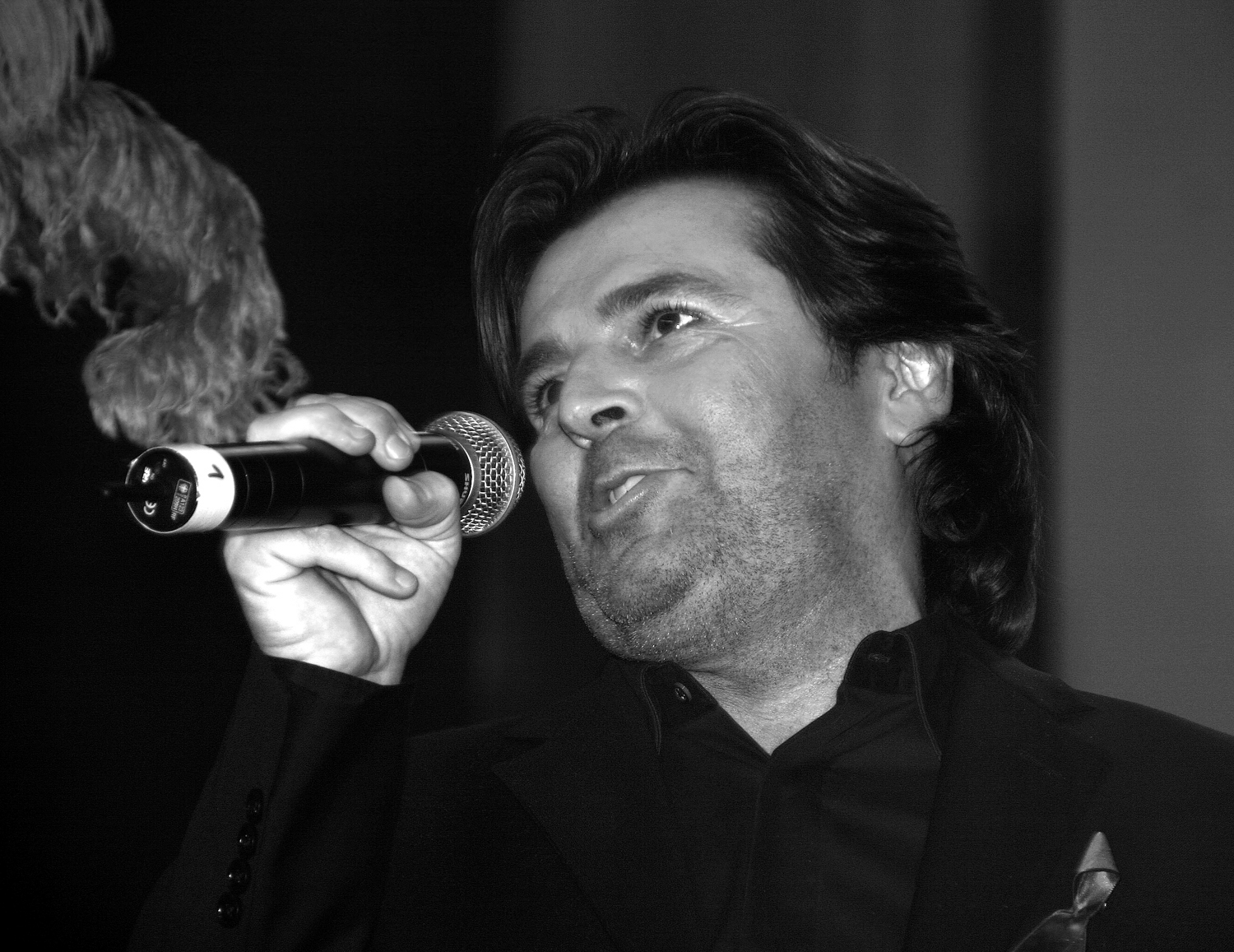
Thomas Anders.

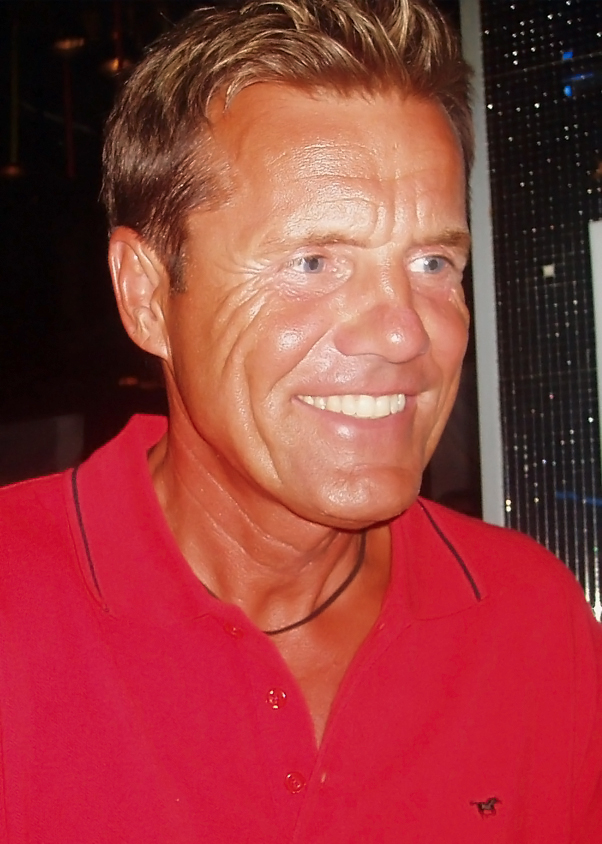
Dieter Bohlen.

Modern Talking var en tysk musikduo som bildades i slutet av 1984 av sångaren Thomas Anders (hans riktiga namn är Bernd Weidung) och kompositören och producenten Dieter Bohlen. De blev snart populära med sin eurodiscohit You're My Heart, You're My Soul, vilken följdes av You Can Win If You Want, Cheri, Cheri Lady och även Brother Louie.
Gruppen släppte två album per år mellan 1985 och 1987 samtidigt som den över hela Europa promotade sina singlar via TV. 1987 splittrades gruppen, Anders startade en solokarriär och Bohlen producerade främst andra artister men hade även sin egen grupp Blue System.
Gruppen återförenades 1998 genom att släppa nya versioner av sina gamla hits vilka återigen blev succé. De släppte därefter ytterligare några album med helt nya låtar, de anlitade rapparen Eric Singleton som var med i ett antal remixversioner av låtarna. 2003 splittrades duon för andra gången på grund av samarbetsproblem.
Låtarna före deras första splittring kan beskrivas som Eurodisco, de var influerade av tyskspråkig schlager, discopop som Bee Gees, och italodisco så som Gazebos I Like Chopin. Låtarna producerade efter 1998 är eurodance och ballader.
Enligt skivbolaget BMG har Modern Talking till och med andra splittringen globalt sålt över 120 miljoner skivor, över hela världen, vilket gör gruppen till den mest säljande tyska musikgruppen någonsin.

## Diskografi

### Album
- 1985 – The First Album
- 1985 – Let's Talk About Love
- 1986 – Ready For Romance
- 1986 – In the Middle of Nowhere
- 1987 – Romantic Warriors
- 1987 – In the Garden of Venus
- 1998 – Back for Good
- 1999 – Alone
- 2000 – Year of the Dragon
- 2001 – America
- 2002 – Victory
- 2003 – Universe
- 2003 – The Final Album

### Singlar
- 1984 – You're My Heart, You're My Soul
- 1985 – You Can Win If You Want
- 1985 – Cheri Cheri Lady
- 1986 – Brother Louie
- 1986 – Atlantis Is Calling (SOS For Love)
- 1986 – Geronimo’s Cadillac
- 1986 – Give Me Peace On Earth
- 1986 – Lonely Tears In Chinatown
- 1987 – Jet Airliner
- 1987 – In 100 Years
- 1998 – You’re My Heart, You’re My Soul ’98
- 1998 – Brother Louie ’98 / Cheri Cheri Lady ’98
- 1999 – You Are Not Alone
- 1999 – Sexy Sexy Lover
- 2000 – China In Her Eyes
- 2000 – Don’t Take Away My Heart
- 2001 – Win the Race
- 2001 – Last Exit to Brooklyn
- 2002 – Ready for the Victory
- 2002 – Juliet
- 2003 – TV Makes the Superstar